# 花のイマージュ
「花のイマージュ」（はなのイマージュ）は、岡田有希子の楽曲。9枚目のシングルとして、1986年5月14日に発売予定されていたが、同年4月8日に岡田が急死したため、急遽発売中止となった。このため、前作の「くちびるNetwork」が岡田の生前最後のシングルとなった。

## 概要
キャニオン・レコード（現：ポニーキャニオン）から発売予定（規格品番：7A 0573）で、前作「くちびるNetwork」の次のシングルとして、既にレコーディングは完了し、ジャケットも完成していた。
作詞・作曲・編曲ともかしぶち哲郎の手による。なお、2013年12月17日に死去したかしぶちのラストアルバムとなった、2009年発売の『LE GRAND』初回生産限定BOXに封入されたボーナスCD『REMINISCENCE』収録のピアノ曲「Piano No.13『夜明け』(Instrumental) 」は、10代後半のかしぶちが作曲・ピアノ演奏した原曲（Aメロのみ）である。
初オンエアは、岡田が死去する前日の1986年4月7日午前1時20分頃、ニッポン放送のラジオ番組『有希子・章子・麻里 夜遊びしナイト』最終回であった。
岡田の没後、テレビ東京『ヤンヤン歌うスタジオ』 の追悼コーナーで、岡田のデビュー当時の映像のバックに、この曲の音声のみがオンエアされた。
その後、多くのファンが「最後のシングル」として発売を求める地道な署名運動を行い、岡田の親友だった荻野目洋子、事務所のマネージャー溝口伸郎、たけし軍団のメンバーらも賛同していた。
本来の発売予定日から約12年10か月後、1999年3月17日発売のアルバム『メモリアルBOX』に収録され、初めて発売された。
2010年10月19日にTBS系列全国ネットで放送された『解禁!(秘)ストーリー 〜知られざる真実〜 2時間SP』では、テレビ放送では初となる本作のオリジナルテープの再生が、当時の岡田の映像とあわせて行われた。見本盤も完成しており、後は宣材と共に配布するばかりになっていたという。なお、この放送時に映されたシングルのジャケットは、それまで発売されていた袋式ジャケットではなく、『メモリアルBOX』と同様の二つ折りの通常ジャケット方式に、当時のキャニオンの見本版用の袋（水色）だった。
2024年8月、ボックスセット『7インチシングル・コンプリートBOX』で、他のシングル8枚とともにアナログレコード盤として初登場。袋式ジャケットでの復刻である。
2025年現在は、Amazon Music、レコチョクなど各種音楽配信サイトでも購入でき、容易に入手可能である。

## 収録曲
1. 花のイマージュ
  - 作詞・作曲・編曲：かしぶち哲郎
2. 秘密のシンフォニー
  - 作詞：麻生圭子、作曲：大貫妙子、編曲：かしぶち哲郎

## カバー
- 2014年12月17日発売の、かしぶち哲郎トリビュートアルバム『a tribute to Tetsuroh Kashibuchi～ハバロフスクを訪ねて』には、テンテンコ（元BiS）によるカバーが収録されている[3]。
- 2018年8月31日発売の、昭和アイドルアーカイブスのトリビュートアルバム企画によるオリジナルレコード『僕らのプレシャス』には、岡田が所属していたサンミュージックプロダクションからデビューしたアイドルグループ「さんみゅ〜」によるカバーが収録されている[4]。
- 中川翔子が、本作をカバーしたいと公言しているが実現していない[5]。